# いわてみんなのうた
『いわてみんなのうた』とは、岩手県内のNHKテレビ、ラジオで放送されているNHK盛岡放送局制作の音楽番組である。

## 概要
2008年10月にNHK盛岡放送局の放送開始70周年を記念して放送が開始された。以来、地域に根ざしたオリジナルソングを放送している。
基本的に5分の放送枠で1曲放送する。

## 放送された曲
- 僕のタカラモノ
- 手と手
  - 作詞・作曲・歌：清心
- たらりら
  - 作詞・歌：underpath!、作曲：MIKA
  - 街の散歩をテーマにした歌で「るり」と「らり」の姉弟が盛岡の街を散歩する内容[2]。絵は岩手県内で活動するイラストレーターのオガサワラユウダイ。
- イーハトーブで逢いましょう
- 4号線
- がんすけ&なはん音頭
- 大根コン
- 家に帰ろう
- あいのうた
- わんこきょうだいえかきうた
- nonbilible（のんびりぶる）

## 放送時間
| 放送局     | 放送時間           |
| ---------- | ------------------ |
| Eテレ      | 平日 8:55 - 9:00   |
| 総合テレビ | 平日 15:55 - 16:00 |

上記の放送時間は、定期放送を再開した2023年2月1日からのもの。いずれも『みんなのうた』を差し替えて放送。
過去にはラジオ第1とFMでも編成されていたが、放送再開以降はテレビのみの放送となっている。